# 宮城県南郷高等学校
宮城県南郷高等学校（みやぎけん なんごうこうとうがっこう）は、宮城県遠田郡美里町大柳字天神原に所在する県立高等学校。

## 概要
- 設置学科　全日制課程　
  - 普通科
  - 産業技術科

## アクセス
- JR東北本線小牛田駅下車、美里町住民バスで20分、後藤渕バス停下車

## 沿革
- 1931年（昭和6年）
  - 3月31日 - 宮城県遠田郡南郷村立国民高等学校設立許可
  - 4月10日 - 大柳「野田倶楽部」を仮校舎として開校
  - 6月1日 - 宮城県遠田郡南郷村高等国民学校に改称
- 1935年（昭和10年）8月1日 - 青年学校令により公立青年学校宮城県遠田郡南郷村高等国民学校に改称
- 1940年（昭和15年）3月2日 - 実業学校令及び農業学校規定第１８条により宮城県南郷農学校設立を許可
- 1947年（昭和22年）3月31日 - 宮城県に移管、農業化に農芸化学科を増設
- 1948年（昭和23年）	　
  - 1月31日 - 農芸化学科を農産製造科と改称
  - 4月1日 - 学制改革により宮城県南郷農業高等学校と改称
  - 7月1日 - 定時制課程、男子普通科設置
- 1949年（昭和24年）4月1日 - 女子普通科と定時制課程・女子被服科設置
- 1950年（昭和25年）5月1日 - 定時制課程鹿島台分校設置
- 1960年（昭和35年）
  - 3月1日 - 家政科1学級追加、定時制課程募集中止
  - 5月17日 - 鹿島台分校新校舎
- 1961年（昭和36年）2月3日 - 農産製造科を食品化学科と改称
- 1963年（昭和38年）3月1日 - 食品化学科一学級追加
- 1967年（昭和42年）3月29日 - 農業一学級追加
- 1969年（昭和44年）4月1日 - 鹿島台分校が宮城県鹿島台商業高等学校として独立
- 1980年（昭和55年）
  - 5月24日 - 永久校舎建築落成
  - 12月24日 - 農業科一学級減
- 1986年（昭和61年）4月1日 - 宮城県南郷高等学校と改称し、農業科を「産業技術科」、家政科を「生活科学科」に学科改編
- 1999年（平成11年）4月1日 - 食品化学科一学級減、生活科学科男女募集開始
- 2004年（平成16年）4月1日 -	学級編成により食品化学科、生活科学科募集停止、普通科一学級募集開始
- 2006年（平成18年）3月31日 - 食品化学科並びに生活科学科閉科

## 部活動
- 運動系
  - ソフトテニス部、銃剣道部、卓球部、陸上部、バスケットボール部

- 文化系
  - 園芸科学部、総合文化部、生活科学部、軽音楽部

## 閉校問題
生徒数が定員の3分の2未満が2年連続続いた場合、2009年以降生徒募集を行わない可能性があることを宮城県教育委員会が明らかにしたが、2009年度も生徒募集することになった。
2027年を目処に鹿島台商業高校、松山高等学校と統合し、職業教育拠点校を開校予定。